# 模式種

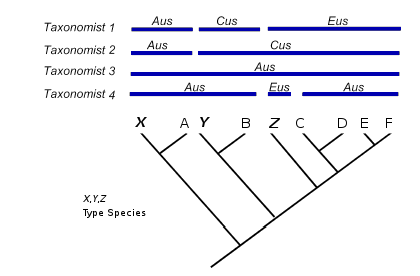
對模式屬的解釋圖：每位分類學家對各個屬的劃分雖然都有不同的解釋，但模式種根據一定規則下仍然固定，使一個屬的範圍變動仍在一個固定範圍內（該圖假設Aus屬擁有最高的優先級、Cus次之、Eus最後，而X、Y、Z三個物種則是這三屬的模式種）

模式種又称属型种、属模，为一生物分类学术语，是建立某个新属时所依据的种，即该属的载名种。換言之，當一個物種為某個屬的模式種時，該屬的描述主要依據就來自該物種。類似的概念用於屬級以上的分類階元時，稱為模式属（type genus）。
与模式種近似的术语有：代表种（representative species）、特征种（characteristic species）等。

## 定義
模式種在《國際動物命名規約》的定義為：一個命名屬或命名亞屬的载名模式，是一個命名種時，該物種即為模式種。當學者命名一個属時，需要指定一個种作為成立該屬的依據，而被指定的種即為該屬的模式種，代表了該屬的生物學特徵及概念中心，也同時代表該屬屬內的其他成員與模式種的關係，離其他屬的模式種更近。
例如在2009年，俄罗斯植物学家列昂尼德·弗拉基米羅維奇·阿韋里亞諾夫根據採集自越南的新種蘭科植物裂唇早田蘭（後命名為“Hayata glandulifera”），擬新增一新属：早田蘭屬（Hayata）；阿韋里亞諾夫指定以日本植物学家早田文藏（拉丁轉寫：Hayata Bunzō）所命名的东部线柱兰（Zeuxine tabiyahanensis）作為该屬的模式種，並以“Hayata”命名該屬，以紀念早田文藏。

## 指定方式

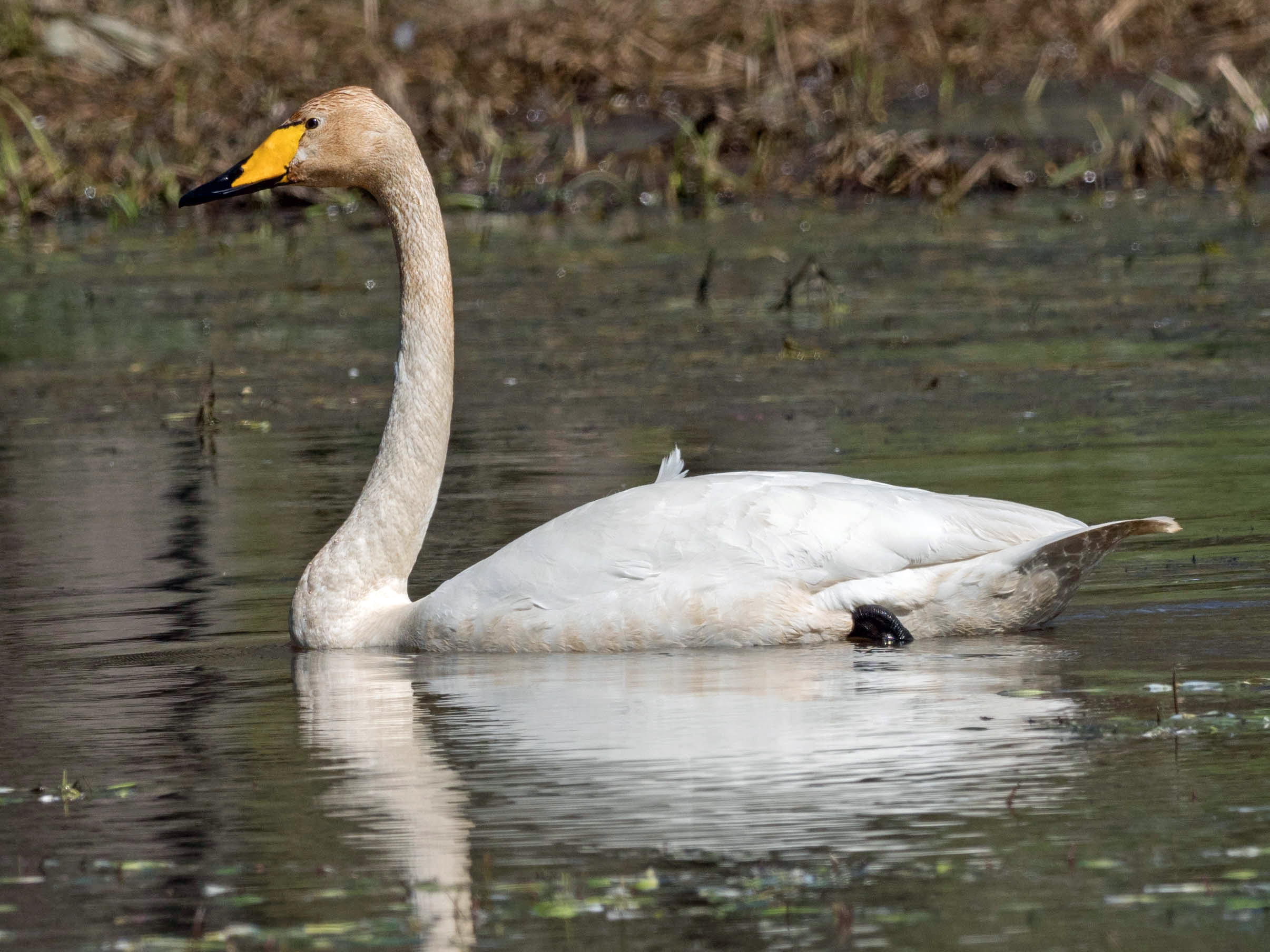
大天鹅（Cygnus cygnus）是天鹅属（Cygnus）的模式种

### 動物的模式種
在《國際動物命名規約》中，指定一個模式種的標準在歷史上曾多次變動，但現在每個屬都必有一個模式種，而1930年以後所提出的屬或亞屬，命名者必須自行指定一個模式種，而指定的方式有下列數種，由優先度高到低排列：
- 原文指定：作者在原始描述時即明文指出。
- 單型屬：該屬初建立時僅含一個物種，而該唯一物種即為這個屬的模式種。
- 重名：該物種學名的種小名與屬名（曾經）相同

- 例如：有一名為的屬建立，而當中有一個物種名為，其下有一個已被視為無效學名的亞種（最初的命名為）存在，此時其模式種在不符合前述兩條件的情況下則為。

- 林奈氏重名關係（Linnaean tautonymy）：這個屬建立時下屬多個物種，且這個屬的名稱在1758年（即《自然系統》第十版出版前）前，就已有其他文獻使用該名稱去指稱特定被歸於這個屬下的某個特定物種時，在不符合前述三條件下該物種即成為該屬的模式種。

- 如：河狸屬是卡尔·林奈於1758年建立的屬之一，當時下屬包含歐亞河狸及兩種，林奈在描述時，引述了康拉德·格斯納先前（1551年）稱該物種為的文獻，因此該物種即為河狸屬的模式種。

- 後續指定：在不符合上述所有條件的狀況下，可由後來的其他學者發表專文指定。

### 藻类、真菌、植物及原核生物的模式種
在《国际藻类、真菌和植物命名法规》與《國際原核生物命名法規》中，僅有下列三種：
- 原文指定：作者在原文獻中明文指定。
- 單型屬：發表時該屬只包含一個物種（即單型）。
- 後續指定：若不符合上述兩條，則由後來合乎規定的學者後續指定。

### 病毒的模式種
由國際病毒分類委員會負責的病毒領域中，其模式種的觀念較為模糊，但仍然要求每個新屬成立時仍需指定一種物種做為模式種。

## 引用
《國際動物命名規約》第67.1條指出，當引用模式種時，必須以其最原先的名稱引用，而非其變更後之名稱，即使該學名現為異名或被禁用的名稱亦同。例如螯龍蝦屬為弗里德里希·韋伯1795年創建的屬，其模式種為1775年约翰·克里斯蒂安·法布里丘斯描述的，但該名稱現被視為是林奈所命名的歐洲螯龍蝦的異名之一，但引用該屬模式種時，仍需寫作「 Fabricius, 1775」而非「 Linnaeus, 1758」或「 (Linnaeus, 1758)」。
《國際藻類、真菌和植物命名法規》雖未明確指出如何引用，但於規則十的例三中引用概念也類似動物。而《國際原核生物命名法規》及病毒則沒有提及相關內容。